# Бейлівілл (Канзас)
Бейлівілл (англ. Baileyville) — переписна місцевість (CDP) в США, в окрузі Немага штату Канзас. Населення — 182 особи (2020).

## Географія
Бейлівілл розташований за координатами 39°50′31″ пн. ш. 96°10′52″ зх. д. / 39.84194° пн. ш. 96.18111° зх. д. (39.841908, -96.181097).  За даними Бюро перепису населення США в 2010 році переписна місцевість мала площу 10,37 км², з яких 10,35 км² — суходіл та 0,02 км² — водойми.

## Демографія
Згідно з переписом 2010 року, у переписній місцевості мешкала 181 особа в 78 домогосподарствах у складі 51 родини. Густота населення становила 17 осіб/км².  Було 81 помешкання (8/км²).
Расовий склад населення:
| - 98,3 % — білих |

До двох чи більше рас належало 1,7 %. Частка іспаномовних становила 1,1 % від усіх жителів.
За віковим діапазоном населення розподілялося таким чином: 23,2 % — особи молодші 18 років, 55,3 % — особи у віці 18—64 років, 21,5 % — особи у віці 65 років та старші. Медіана віку мешканця становила 43,5 року. На 100 осіб жіночої статі у переписній місцевості припадало 105,7 чоловіків;  на 100 жінок у віці від 18 років та старших — 95,8 чоловіків також старших 18 років.
Середній дохід на одне домашнє господарство  становив 58 951 долар США (медіана — 41 477), а середній дохід на одну сім'ю — 73 434 долари (медіана — 44 318). За межею бідності перебувало 1,7 % осіб, у тому числі 0,0 % дітей у віці до 18 років та 5,4 % осіб у віці 65 років та старших.
Цивільне працевлаштоване населення становило 110 осіб. Основні галузі зайнятості: виробництво — 26,4 %, мистецтво, розваги та відпочинок — 22,7 %, сільське господарство, лісництво, риболовля — 18,2 %.